# Paul Eckardt
Paul Max Eckardt (* 23. April 1867 in Dresden; † 3. Oktober 1951 in Rinteln) war ein deutscher Jurist und Diplomat.

## Leben und Werk
Er war der Sohn eines Rechtsanwalts und Notars aus Dresden. Nach dem Besuch des Gymnasiums in Dresden-Neustadt und der Schule St. Afra in Meißen studierte er Rechtswissenschaften an der Universität Leipzig. 1891 promovierte er zum Dr. jur. Im Jahre 1895 trat er in den Dienst des Auswärtigen Amtes und stieg zum Wirklichen Geheimen Legationsrat und Ministerialdirigenten auf. Als Diplomat war er in mehreren Ländern tätig. Außerdem wirkte er ab 1919 als Dirigent der Rechtsabteilung im Auswärtigen Amt und gleichzeitig auch als Gesandter. Von 1932 bis 1938 war er als Sonderbeauftragter für Grenzverhandlungen mit angrenzenden Staaten tätig. Er leistete seinen Militärdienst im 1. Königlich Sächsischen Leib-Grenadier-Regiment Nr. 100 ab und wurde dann in die Reserve versetzt, wo er am 19. Juni 1906 den Rang eines Hauptmann der Reserve erreichte. Am 9. August 1912 wurde er zur Disposition gestellt.